# Slatina u Chříče

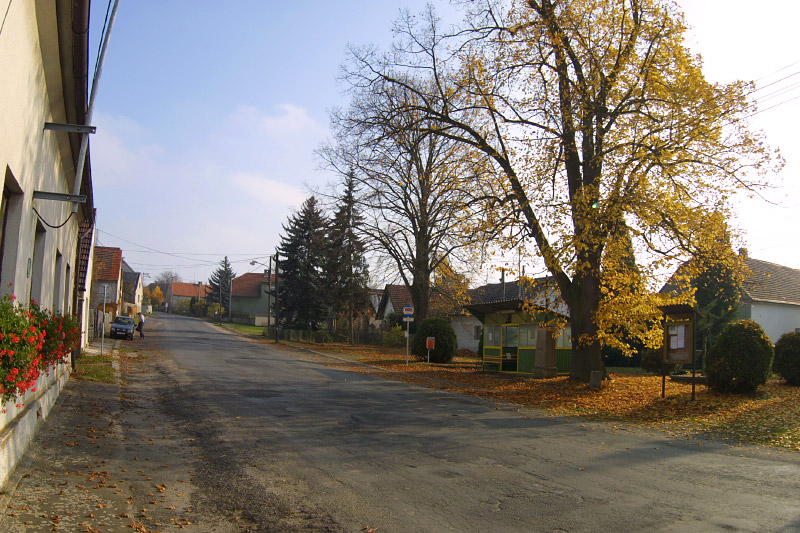
Dorfplatz

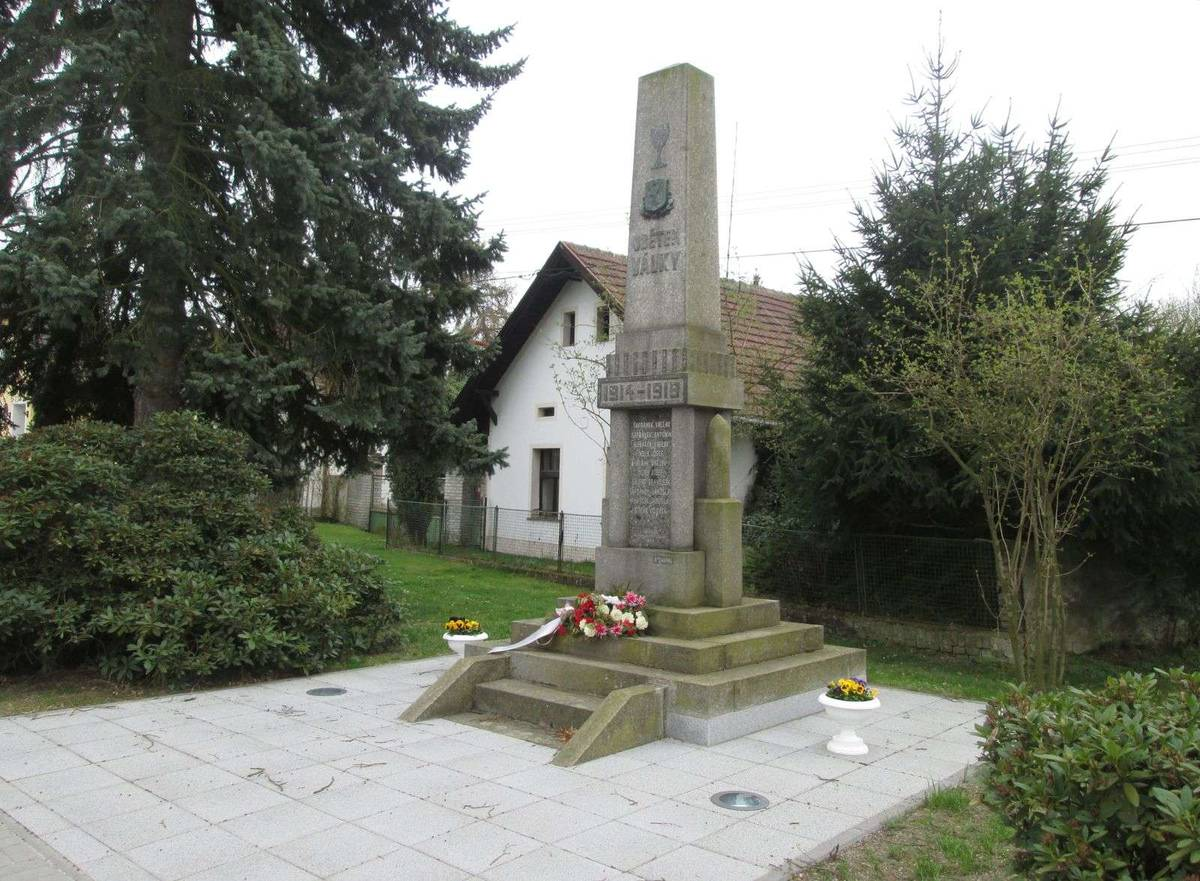
Gefallenendenkmal

Slatina ist eine Gemeinde in Tschechien. Sie liegt elf Kilometer östlich von Kralovice und gehört zum Okres Plzeň-sever.

## Geographie
Slatina befindet sich am Oberlauf des Baches Slatinský potok auf einer Hochfläche im Kralowitzer Hügelland (Kralovická pahorkatina). Das Dorf liegt am Rande des Landschaftsschutzgebietes Křivoklátsko. Gegen Norden und Osten liegt das tief eingeschnittene Tal der Javornice. Nördlich erheben sich die Deliba (393 m) und die Hradiště (446 m), im Nordosten der Ostrý vrch (449 m), östlich die Dubenčice (445 m), im Süden der Úvoz (438 m) sowie westlich der V Hlínách (458 m).
Nachbarorte sind Milíčov, Šípy, Machův Mlýn, Jankovic Mlýn und Krakovec im Norden, Zhoř, U Cihelny, Rousínov, Nová Ves, Lhota und Svinařov im Nordosten, Modřejovice, Kubův Mlýn, Sadlno, Slabecký Mlýn, Újezdec und Hřebečníky im Osten, Čertovec, Kostelík, Kočkův Mlýn, Pod Dubjany, Dubjanský Dvůr, V Háji und Chříč im Südosten, Studená und Hlince im Süden, Holovousy, Všehrdy und Černíkovice im Südwesten, Březsko, Kožlany und Hedčany im Westen sowie Cukrovic Mlýn, V Cihelně und Břežany im Nordwesten.

## Geschichte
Slatina entstand vermutlich in der Mitte des 11. Jahrhunderts im Zuge der Binnenkolonisation Böhmens unter Herzog Břetislav I. Dieser hatte im Jahre 1039 bei seinem zweiten Raubzug nach Polen auch die Piastenburg Gradec (tschechisch Hedč) belagert. Nach der Einnahme der Burg stellten sich dorthin geflüchteten Bewohner der Gegend unter den Schutz Břetislavs, der sie mitsamt ihrem Vieh nach Böhmen mitnahm und einen Teil von ihnen im Waldgebiet Černý les entlang des Čistecký potok bei Kralovice ansiedelte. Die Hedčané waren bis zum Beginn des 13. Jahrhunderts freie Siedler, im Jahre 1229 wurden ihre 25 Dörfer der Burg Křivoklát unterstellt.
Die erste schriftliche Erwähnung von Slatina erfolgte im Jahre 1327, als Božetěch von Slatina einen Richter in Milíčov einsetzte. Sitz der Vladiken von Slatina war ein Hof unterhalb des Dorfes, der zum Beginn des 15. Jahrhunderts aufgegeben wurde. Im Jahre 1406 erwarb Božetěchs Enkel Ondřej von Slatina, genannt Špalek, das Gut Zvíkovec und schlug Slatina diesem zu. Nach den Hussitenkriegen gehörte das Gut Zvíkovec mit Slatina den Herren von Dubjany, die es wenig später an Václav von Brod verkauften. Bohuslav von Brod veräußerte Slatina 1561 an Johanna von Kolowrat, die das Gut 1570 an Jan Chlumčanský von Přestavlk veräußerte. Dieser verkaufte Slatina 1584 an Johann Teyrzowsky von Ensiedl (Jan Týřovský z Enzidle) auf Hřebečníky und Skryje, der das Gut im darauffolgenden Jahr mit den von Sebastian Lažanský von Buggau  erworbenen Gütern Křič, Kožlan und Dubian zur Herrschaft Křič vereinigte. Sebastian Lažanský behielt Břesko (Březsko), wo er seinen Sitz nahm. Im Jahre 1604 verkaufte er auch das Gut Břesko mit den Dörfern Břesko, Hlince und Lhota an Johann Teyrzowsky. Dessen Sohn, der Rakonitzer Kreishauptmann Heinrich Jakob Teyrzowsky von Ensiedl, vererbte die Herrschaft 1618 seinem Sohn Johann, der sie 1621 an Bohuslaw Georg Kolowrat-Krakowsky auf Schippen und Schösselhof verkaufte. Im Jahre 1645 folgte Hermann Warlich von Bubna als Besitzer. Während des Dreißigjährigen Krieges wurde die Gegend verwüstet, die Dörfer Břesko, Dubian und Dolan erloschen. Auch Slatina wurde zerstört. Im Jahre 1651 waren in Slatina lediglich sieben Anwesen bewirtschaftet, im Ort lebten 35 Personen. In der berní rula von 1654 sind für Slatina neun bewirtschaftete Gehöfte aufgeführt. Nachfolgende Besitzer waren ab 1650 Adam Heinrich Teyrzowsky von Ensiedl, ab 1665 der Rakonitzer Kreishauptmann Adalbert Ignaz Teyrzowsky von Ensiedl und ab 1695 dessen Sohn Wilhelm Freiherr Teyrzowsky von Ensiedl. Im Jahre 1713 veräußerten die Brüder Teyrzowsky von Ensiedl die überschuldete Herrschaft Křič für 211.000 Gulden an Wenzel Josef Lažanský von Bukowa auf Manetin. 1715 erbten seine Witwe Marie Gabriele und die Söhne Maximilian Wenzel und Karl Josef Lažanský den Besitz. Křič blieb im Besitz der Witwe, diese starb 1758 als Oberin des Reichsstiftes adeliger Fräulein in der Neustadt Prag und hinterließ eine Hälfte der verschuldeten Herrschaft dem Stift. Die andere Hälfte wurde auf Antrag ihrer Gläubiger subhastiert; da sich dafür jedoch kein Interessent fand, fiel sie den Lažanskýschen Erben zu, die sie 1764 dem Fräuleinstift, das später den Namen k.k. freiweltadeliges Damenstift zu den heiligen Engeln in der Altstadt Prag erhielt, verkauften. Bis 1785 war Slatina zur Kirche in Dolan gepfarrt und kam nach der Aufhebung der dortigen Lokalie zur Lokalie Křič. Während der Josephinischen Reformen wurde die Herrschaft im Jahre 1787 an das Prager Theresianum angeschlossen, 1791 ging sie an das Damenstift zurück.
Im Jahre 1843 bestand Slatina aus 32 Häusern mit 256 Einwohnern. Im Ort gab es einen Gemeinde-Schüttboden und ein Wirtshaus. Abseits lagen des obrigkeitliche Jägerhaus Gezero sowie die aus einem obrigkeitlichen Meierhof und einer dominikalen Schäferei bestehende Einschicht Břesko (Březsko). Pfarrort war Křič. Bis zur Mitte des 19. Jahrhunderts blieb Slatina der Herrschaft Křič untertänig.
Nach der Aufhebung der Patrimonialherrschaften bildete Slatina ab 1850 mit dem Ortsteil Lhota und der Einschicht Březsko eine Gemeinde im Gerichtsbezirk Kralowitz. 1868 wurde Slatina dem Bezirk Kralowitz zugeordnet. Im Jahre 1900 bestand Slatina aus 35 Häusern, in denen 256 Personen lebten. 1906 verkaufte das Freiweltadelige Damenstift zu den heiligen Engeln die Grundherrschaft Chříč an Stephan von Götzendorf-Grabowski, der sie 1910 an Gustav Fischer veräußerte. Im Jahre darauf erwarb Karel Černohorský die Güter. Anschließend wechselten die Besitzer in rascher Folge. Um 1920 löste sich Lhota los und bildete eine eigene Gemeinde. 1949 wurde das Dorf in den neugebildeten Okres Plasy überwiesen. Nach der Aufhebung des Okres Plasy wurde Slatina 1960 dem Okres Plzeň-sever zugeordnet. 1961 erfolgte die Eingemeindung nach Chříč. Am 24. November 1990 löste sich Slatina wieder von Chříč los. 1999 wurde das neue Gemeindeamt fertiggestellt. Die Gemeinde Slatina bestand 2011 aus 30 Wohnhäusern und hatte 70 Einwohner, von denen 13 in Březsko lebten.

## Gemeindegliederung
Für die Gemeinde Slatina sind keine Ortsteile ausgewiesen. Zu Slatina gehören die Ansiedlung Březsko (Brzesko) und die Einschicht Ovčín. Das Gemeindegebiet bildet den Katastralbezirk Slatina u Chříče.

## Sehenswürdigkeiten
- Burgstall Deliba nördlich des Dorfes. Die zwischen 1831 und 1833 auf der Hradiště freigelegten Reste einer mittelalterlichen Befestigung mit den Grundmauern eines viereckigen Turmes wurden durch August Sedláček für einen Vladikensitz gehalten und 1921 durch Václav Kočka den Hedčané zugeschrieben. Neuzeitliche Untersuchungen von Tomáš Durdík, der dabei auch Mikrosonden einsetzte, erbrachten jedoch nur Funde, die ins 15. Jahrhundert datieren. Wahrscheinlich wurde die Anlage während der Hussitenkriege niedergebrannt. Der Burgstall und seine Umgebung wurden auf einer Fläche von einem Hektar als archäologisches Denkmal geschützt.
- Gezimmerte Chaluppe Nr. 29 sowie gezimmerte Stadeln der Gehöfte Nr. 11 und 12 am Dorfplatz
- Denkmal für die Gefallenen des Ersten Weltkrieges auf dem Dorfplatz.
- Kreuz aus dem Jahre 1848 auf dem Dorfplatz